# Las meninas
Las Meninas (špansko za "Spletični") je slika iz leta 1656 v Muzeju Prado v Madridu, avtor Diego Velázquez, vodilni umetnik španske zlate dobe. Njena zapletena in zagonetna kompozicija sproža vprašanja o resničnosti in iluziji ter ustvarja negotovo razmerje med gledalcem in upodobljenimi figurami. Zaradi te zapletenosti je bila Las Meninas eno najpogosteje analiziranih del zahodnega slikarstva.
F. J. Sánchez Cantón verjame, da slika prikazuje glavno dvorano v kraljevem Alcazarju v Madridu v času vladavine španskega kralja Filipa IV. Predstavlja več oseb s španskega dvora, ki jih je mogoče prepoznati, ujete po mnenju nekaterih komentatorjev v določen trenutek kot na posnetku (fotografiji). Nekateri gledajo s platna proti gledalcu, drugi pa medsebojno komunicirajo. Mlada infantinja Margaret Tereza je obkrožena s spremstvom družic, gardedam, telesne straže, dveh palčkov in psa. Tik za njimi je upodobljen sam Velázquez, ko dela na velikem platnu. Velázquez gleda navzven, onkraj slikovnega prostora, tja, kjer bi stal gledalec slike. V ozadju je ogledalo, ki odseva zgornja telesa kralja in kraljice. Zdi se, da sta postavljena zunaj prostora slike v položaju, podobnem položaju gledalca, čeprav nekateri strokovnjaki domnevajo, da je njihova podoba odsev slike, na kateri je prikazan Velázquez.
Las Meninas je že dolgo prepoznana kot ena najpomembnejših slika v zahodni umetnostni zgodovini. Baročni slikar Luca Giordano je dejal, da predstavlja 'slikarsko teologijo', leta 1827 pa je predsednik Kraljeve umetniške akademije, sir Thomas Lawrence, to delo v pismu nasledniku Davidu Wilkieju opisal kot »pravo filozofijo umetnosti«. V zadnjem času je bila opisana kot »največji Velázquezov dosežek, zelo samozavesten, preračunan prikaz tega, kaj lahko slika doseže in morda najbolj iskan komentar o možnostih slikanja na slikarskem stojalu«.

## Ozadje

### Dvor Filipa IV.
V Španiji 17. stoletja so slikarji redko uživali visok družbeni status. Slikarstvo je veljalo za obrt in ne kot umetnost, kot sta bili poezija ali glasba. Kljub temu se je Velázquez prebil na dvor Filipa IV., februarja 1651 pa je bil imenovan dvornega komornika ( aposentador mayor del palacio). Naslov mu je prinesel status in materialno nagrado, vendar so njegove naloge zahtevale veliko njegovega časa. V preostalih osmih letih življenja je naslikal le nekaj del, večinoma portretov kraljeve družine. Ko je naslikal Las Meninas, je bil v kraljevskem gospodinjstvu 33 let.
Prva žena Filipa IV., Elizabeta Francoska, je umrla leta 1644, njun edini sin Baltazar Karel pa dve leti kasneje. Ker ni imel dediča, se je Filip leta 1649 poročil z Mariano Avstrijsko, Margaret Tereza (1651–1673) pa je bila njun prvi otrok in edini v času slikanja. Nato je imela kratko živečega brata Filipa Prosperja (1657–1661), nato pa je prispel Karel (1661–1700), ki je pri treh letih nasledil prestol kot Karel II. Velázquez je naslikal portrete Mariane in njenih otrok in čeprav se je Filip sam upiral upodabljanju v starosti, je dovolil, da ga je Velázquez vključil v Las Meninas. V zgodnjih 1650-ih je dal Velázquezu Pieza Principal ('glavno sobo') bivalnih prostorov pokojnega Baltazarja Karla, ki je takrat služil kot muzej palače, da jo je uporabil kot svoj atelje. Tu je postavljena Las Meninas. Filip je imel svoj stol v studiu in je pogosto sedel in gledal Velázqueza pri delu. Zdi se, da je bil ljubitelj umetnosti, čeprav je bil omejen s strogim bontonom, v tesnem odnosu s slikarjem. Po Velázquezovi smrti je Fhilip na robu memoranduma o izbiri naslednika napisal "Sem potrt".
V 1640-ih in 1650-ih je Velázquez služil kot dvorni slikar in kustos razširjene zbirke evropske umetnosti Filipa IV. Zdi se, da je dobil nenavadno mero svobode v tej vlogi. Nadzoroval je dekoracijo in notranjo opremo prostorov z najbolj cenjenimi slikami, dodal je ogledala, kipe in tapiserije. Bil je tudi odgovoren za pridobivanje, pripisovanje, obešanje in popis številnih slik španskega kralja. V začetku 1650-ih je bil Velázquez v Španiji zelo znan kot poznavalec. Večji del današnje zbirke Prada - vključno z deli Tiziana, Rafaela in Rubensa - je bil pridobljen in sestavljen pod Velázquezom kot kustosom.

### Izvor in stanje
Slika je bila v najzgodnejših inventarjih omenjena kot La Familia ('Družina'). Podroben opis Las Meninas, ki omogoča identifikacijo številnih figur, je leta 1724 objavil Antonio Palomino (Giorgio Vasari španske zlate dobe). Pregled pod infrardečo svetlobo razkrije manjše pentimente, to pomeni, da obstajajo sledovi prejšnjih risb, ki jih je kasneje umetnik sam spremenil. Na primer, sprva je bila Velázquezova glava nagnjena bolj desno kot levo.
Slika je bila odrezana tako na levi kot na desni strani. Poškodovana je bila v požaru, ki je leta 1734 uničil Alcázar, obnovil jo je dvorni slikar Juan García de Miranda (1677–1749). Levo lice infantinje je bilo skoraj v celoti prebarvano, da so nadomestili znatno izgubo pigmenta. Po reševanju iz ognja je bila slika v letih 1747–48 inventarizirana kot del kraljeve zbirke, infantinja pa je bila napačno identificirana kot Marija Tereza, starejša polsestra Margarete Tereze, napaka, ki se je ponovila, ko je bila slika inventarizirana za novo kraljevo palačo v Madridu leta 1772. Popis iz leta 1794 se je vrnil k različici prejšnjega naslova Družina Filipa IV., kar se je ponovilo v zapisih leta 1814. Slika je v zbirko muzeja del Prado prišla ob ustanovitvi leta 1819. Leta 1843 je katalog Prado prvič navedel delo kot Las Meninas.
V zadnjih letih je slika izgubila teksturo in odtenek. Zaradi izpostavljenosti onesnaženju in množici obiskovalcev so nekoč nazorni kontrasti med modrimi in belimi pigmenti v kostumihmeninas poniknili. Nazadnje so jo očistili leta 1984 pod nadzorom ameriškega konservatorja Johna Brealeyja, da bi odstranili 'rumeno tančico' prahu, ki se je nabrala od prejšnje obnove v 19. stoletju. Čiščenje je po besedah umetnostnega zgodovinarja Federica Zerija sprožilo »besne proteste, ne zato, ker je bila slika kakor koli poškodovana, ampak zato, ker je bila videti drugače«. Vendar pa je bila po mnenju López-Reya »obnova brezhibna«. Zaradi svoje velikosti, pomena in vrednosti slika ni bila dana na razstave.

### Slikarski materiali
Temeljita tehnična preiskava, vključno z analizo pigmenta Las Meninas, je bila opravljena okrog leta 1981 v Muzeju Prado. Analiza je razkrila običajne pigmente baročnega obdobja, ki jih je Velázquez pogosto uporabljal na svojih drugih slikah. Glavni pigmenti, ki so bili uporabljeni za to sliko, so bili svinčeno bela, azurit (za krilo klečeče menine), vermilion in škrlatno rdeča, oker in sajasto črna. [23

## Opis

### Predmet
Las Meninas je postavljena v Velázquezovem studiu v palači Alcázar, Filipa IV. v Madridu. Soba z visokimi stropi je po besedah Silvia Gaggija predstavljena kot »preprosta škatla, ki bi jo lahko razdelili v perspektivno mrežo z enim samim očiščem. V središču ospredja stoji infantinja Margaret Tereza (1). Petletna infantinja, ki se je kasneje poročila s svetim rimskim cesarjem Leopoldom I., je bila v tem trenutku edini preživeli otrok Filipa in Mariane. Ob njej sta dve dvorni dami ali spletični (meninas): doña Isabel de Velasco ( 2), ki se pripravlja na poklon pred princeso in doña María Agustina Sarmiento de Sotomayor (3), ki pokleka pred Margaretjo Terezijo in ji ponudi pijačo iz rdeče skodelice ali búcaro, ki jo drži na zlatem pladnju. Desno od infantinje sta dva pritlikavca: ahondroplazična Nemka Maria Barbola (4) in Italijan Nicolas Pertusato (5), ki poskuša z nogo zbuditi zaspanega mastifa. Domneva se, da pes izvira iz dveh mastifov iz Lyme Halla v Cheshiru, ki ju je Fillipu III. leta 1604 podaril Jakob I. Angleški. Za njimi stoji doña Marcela de Ulloa (6), princesina spremljevalka, oblečena kot žalujoča in v pogovoru z neznanim telesnim stražarjem (guardadamas) (7).
Zadaj in na desni strani stoji don José Nieto Velázquez (8) - kraljičin komornik v 1650-ih in vodja kraljevih delavnic tapiserij -, ki je bil morda umetnikov sorodnik. Prikazan je, ko se Nieto ustavi, z upognjenim desnim kolenom in nogami na različnih stopnicah. Kot ugotavlja umetnostna kritičarka Harriet Stone, ni gotovo ali »prihaja ali odhaja«. Naslikan je v silhueti in zdi se, da drži odprto zaveso na kratkem stopnišču z nejasno steno ali prostorom zadaj. Tako osvetlitev ozadja kot odprta vrata razkrivajo prostor zadaj: po besedah umetnostne zgodovinarke Analise Leppanen nam »oči neizogibno zvabijo v globino«. Odsev kraljevega para potiska v nasprotno smer, naprej v slikovni prostor. Očišče perspektive je v vratih, kar lahko pokažemo s podaljšanjem črte stika sten in stropa na desni. Nieta vidita samo kralj in kraljica, ki si delita gledalčevo stališče, ne pa tudi figure v ospredju. V opombah članka Joela Snyderja avtor priznava, da je Nieto kraljičin spremljevalec in da mora biti pri njej, da ji odpre in zapre vrata. Snyder predlaga, da se Nieto pojavi na vratih, da bi kralj in kraljica lahko odšla. V kontekstu slike Snyder trdi, da prizor kaže konec sedenja kraljevega para pri Velázquezu in se pripravljata na izstop, pri čemer pojasnjuje, da »se zato menina na desni od infantinje začne klanjati«.
Na levi strani prizorišča je sam Velázquez (9), ki gleda navzven mimo velikega platna, podprtega s stojalom. Na njegovih prsih je rdeči križ reda Santiago, ki ga je prejel šele leta 1659, tri leta po končani sliki. Po Palominu je Filip naročil, da se to doda po Velázquezovi smrti, »in nekateri pravijo, da ga je naslikalo njegovo veličanstvo«. Na pasu slikarja visijo simbolični ključi njegovih dvornih pisarn.
Zrcalo na zadnji steni odseva zgornja telesa in glave dveh figur, identificiranih iz drugih slik, Palomino pa kot kralja Filipa IV. (10) in kraljico Marijano (11). Najpogostejša domneva je, da odsev prikazuje par v pozi, ki jo držita za Velázqueza, ko ju slika, medtem ko ju njuna hči gleda; in da slika torej prikazuje njihov pogled na prizor.
Med devetimi upodobljenimi liki jih pet gleda naravnost v kraljevski par ali gledalca. Njihovi pogledi skupaj z odsevom kralja in kraljice potrjujejo prisotnost kraljevega para zunaj poslikanega prostora. Umetnostna zgodovinarja H. W. Janson in Joel Snyder navajata, da je podoba kralja in kraljice odsev Velázquezovega platna, katerega sprednji del je gledalcu zasenčen. Drugi pisci pravijo, da je platno, ki ga slika Velázquez, nenavadno veliko za portret Velázqueza in je približno enako veliko kot Las Meninas. Te pa vsebujejo edini znani dvojni portret kraljevega para, ki ga je naslikal Velázquez.
Stojišče pogleda na sliko je približno stojišče kraljevega para, čeprav se o tem pogosto razpravlja. Mnogi kritiki domnevajo, da si kralj in kraljica ogledujeta prizor, ko se predstavljata za dvojni portret, medtem ko so infantinja in njeni spremljevalci prisotni samo zato, da bi bil postopek bolj prijeten. Ernst Gombrich je menil, da je bila slika morda ideja modelov:
»Morda so princeso pripeljali v kraljevo prisotnost, da bi olajšali dolgčas sedenja in kralj ali kraljica sta Velazquezu pripomnila, da je to vredna tema za njegov čopič. Besede, ki jih govori suveren, se vedno obravnavajo kot ukaz in tako to mojstrovino lahko dolgujemo mimobežni želji, ki jo je le Velazquez lahko uresničil.«
Vendar nobena posamezna teorija ni našla univerzalnega soglasja. Leo Steinberg predlaga, da sta kralj in kraljica levo od gledalca, odsev v ogledalu pa odsev platna, portret kralja in kraljice. Drugi domnevajo, da se Velázquez predstavlja ko slika infantinjo Margaret Therezo.
Zadnja stena sobe, ki je v senci, je ovešena z vrstami slik, vključno z eno iz serije prizorov iz Ovidovih Metamorfoz [Peter Paul Rubens|Petra Paula Rubensa]] in kopijami Velázquezovega zeta in glavnega asistenta Juana del Maza, dela Jacoba Jordaensa. Slike so prikazane na natančnih položajih, zabeleženih v inventarju, narejenem približno takrat. Stena na desni je ovešena z mrežo osmih manjših slik, ki so zaradi kota gledalca vidne predvsem kot okvirji. Iz inventarja jih je mogoče prepoznati kot več Mazovih kopij slik iz serije Rubens-Ovid, čeprav je mogoče videti le dva predmeta.
Slike na zadnji steni predstavljajo Minerva kaznuje Arahne in Apolonova zmaga nad Marsijem. V obeh zgodbah gre za Minervo, boginjo modrosti in pokroviteljico umetnosti. Ti dve legendi sta zgodbi smrtnikov, ki izzivata bogove in strašne posledice. Neki učenjak poudarja, da je legenda o dveh ženskah, Minervi in Arahne, na isti strani ogledala kot odsev kraljice, medtem ko je moška legenda na strani kralja.

### Kompozicija
Pobarvana površina je razdeljena na četrtine vodoravno in sedmine navpično; ta mreža se uporablja za organiziranje natančnega združevanja znakov in je bila takrat običajen pripomoček. Velázquez predstavlja devet figur - enajst, če so vključeni odsevi kralja in kraljice - vendar zasedajo le spodnjo polovico platna.
Po López-Reyu ima slika tri osrednje točke: infantinja Margaret Tereza, avtoportret in polovična odseva kralja Filipa IV. in kraljice Mariane. Leta 1960 je umetnostni zgodovinar Kenneth Clark poudaril, da je uspeh kompozicije predvsem rezultat natančnega ravnanja s svetlobo in senco:
Vsaka kontaktna točka nas vključuje v nov sklop odnosov; in da bi slikal zapleteno skupino, kot so meninas, mora imeti slikar v glavi enotno lestvico odnosov, ki jo lahko uporablja vseskozi. Pri tem mu lahko pomagajo vse vrste naprav - perspektiva je ena izmed njih - vendar je navsezadnje resnica o popolnem vizualnem vtisu odvisna od ene stvari, resničnosti tona. Risba je lahko povzetek, barve prazne, če pa so razmerja tonov resnična, bo slika držala.
Vendar se o osrednji točki slike pogosto razpravlja. Leo Steinberg trdi, da so pravokotniki v delu namerno prikriti, tako da se žarišče slike premakne. Podobno kot Lopez-Rey opisuje tri žarišča. Človek na vratih pa izginja. Natančneje, krivina njegove roke je tam, kjer se stikajo pravokotniki oken in luči stropa.
Globino in dimenzijo dobimo z uporabo linearne perspektive, s prekrivanjem plasti oblik in zlasti, kot je dejal Clark, z uporabo tona. Ta kompozicijski element deluje na sliki na več načinov. Prvič, v poslikani sobi in zunaj nje je videz naravne svetlobe. Slikovni prostor v srednjem in ospredju je osvetljen iz dveh virov: s tanko svetlobo od odprtih vrat in s širokimi curki, ki prihajajo skozi okno na desno. Francoski filozof in kulturni kritik 20. stoletja Michel Foucault je opazil, da svetloba skozi okno osvetljuje tako studijsko ospredje kot nepredstavljeno območje pred njim, v katerem naj bi bili kralj, kraljica in gledalec. Za Joséja Ortega y Gasseta svetloba deli prizor na tri ločene dele, pri čemer so močno osvetljene ravnine v ospredju in ozadju, med katerimi zatemnjen vmesni prostor vključuje silhuete.
Velázquez s to svetlobo ne samo doda volumen in definicijo vsaki obliki, temveč tudi določi žarišča slike. Ko svetloba priteka z desne, se močno zablesti na pletenici in zlatih laseh pritlikavke, ki je najbližje svetlobnemu viru. Ker pa je njen obraz obrnjen proti svetlobi in je v senci, njegova tonalnost zaradi tega ni zanimiva. Podobno svetloba poševno pogleda na lice čakajoče dame v njeni bližini, ne pa tudi na njene obrazne poteze. Veliko njene svetlo obarvane obleke zatemni senca. Infantinja pa stoji v polni razsvetljenosti in z obrazom, obrnjenim proti svetlobnemu viru, čeprav njen pogled ni. Njen obraz uokvirja bleda pajčevina las, kar jo ločuje od vsega ostalega na sliki. Svetloba modelira volumetrično geometrijo njene oblike, ki opredeljuje stožčasto naravo majhnega trupa, trdno vezanega v korzet in trden steznik, in oblečeno krilo, ki se razprostira okoli nje kot ovalna škatlica za sladkarije, ki meče svojo globoko senco, ki s svojim ostrim kontrastom s svetlim brokatom poudarja in postavi majhno postavo kot glavno točko pozornosti.
Velázquez nadalje poudarja infantinjo s pozicioniranjem in osvetlitvijo njenih spletičen, ki si jih postavlja nasproti: levo in desno, pred in za infantinjo. Spletična na levi se sooča s svetlobo, njen močno osvetljen profil in rokav ustvarjata diagonalo. Njej nasprotna figura ustvarja širši, a manj natančen odsev njene pozornosti, tako da med njima naredi diagonalni prostor, v katerem je njun naboj zaščiten.
Nadaljnja notranja diagonala poteka skozi prostor, ki ga zaseda infantinja. Podobna povezava je med pritlikavcem in figuro samega Velázqueza, ki oba gledata proti gledalcu iz podobnih zornih kotov in ustvarjata vizualno napetost. Obraz Velázqueza je rahlo osvetljen z odsevno svetlobo in ne neposredno. Iz tega razloga so njegove lastnosti, čeprav ne tako natančno opredeljene, bolj vidne kot tiste pritlikavca, ki so veliko bližje viru svetlobe. Ta videz celotnega obraza, ki je gledalcu povsem prikrit, pritegne pozornost, njegov pomen pa tonsko zaznamujejo kontrastni okvir temnih las, svetloba na roki in čopiču ter spretno postavljen svetlobni trikotnik umetnikov rokav, usmerjen naravnost v obraz.
Iz figure umetnika, gledalčevo oko spet diagonalno skoči v slikovni prostor. Drugi moški stoji, odmeva in nasprotuje obliki umetnika, namesto da bi bil zunaj, jasno opredeljen in kljub temu komaj prepoznaven po svetlobi in senci. Postavitev takega območja močnega tonskega kontrasta na zadnji del slikovnega prostora je drzna taktika kompozicije. Oblike svetle svetlobe so podobne nepravilnim svetlobnim oblikam spletične v ospredju, vendar ostro določen okvir vrat ponavlja mejo ogledala.
Ogledalo je popolnoma definiran neprekinjen bled pravokotnik znotraj širokega črnega pravokotnika. Jasna geometrijska oblika, bolj kot osvetljen obraz, gledalca opozori zlomljena geometrijska oblika, kot so vrata, ali senčen ali poševen obraz, kot je pritlikavec v ospredju ali moški v ozadju. Gledalec ne more razlikovati značilnosti kralja in kraljice, toda v opalescentnem sijaju zrcalne površine so žareči ovali očitno obrnjeni neposredno proti gledalcu. Jonathan Miller je poudaril, da je ogledalo poleg »dodajanja sugestivnih sijajev na poševnih robovih najpomembnejše tako, da razkrije posnetke, katerih svetlost je tako v neskladju z zatemnenostjo okoliške stene, da si jo je mogoče le sposoditi odsev močno osvetljenih figur kralja in kraljice«.
Ker se spletični odražata druga v drugi, imata tudi kralj in kraljica svoje dvojnike na sliki, v slabo osvetljenih oblikah spremljevalca in stražarja, ki služita in skrbita za hčerko. Pozicioniranje teh figur vzpostavi vzorec, en moški, par, en moški, par, in čeprav so zunanje figure bližje gledalcu kot ostale, vse zasedajo enak vodoravni pas na površini slike.
Notranji zapletenosti slike in ustvarjanju nadaljnjih vizualnih interakcij doda pritlikavec v ospredju, katerega dvignjena roka odraža kretnjo figure v ozadju, medtem ko sta njegovo igrivo obnašanje in odvračanje pozornosti od osrednjega dogajanja v popolnem nasprotju z njim. Neformalnost njegove poze, njegovega senčnega profila in njegovih temnih las mu služijo kot zrcalna slika klečečega spremljevalca infantinje. Vendar ga je slikar postavil naprej pred svetlobo, ki teče skozi okno, in tako zmanjšal kontrast tona na tej sliki v ospredju.
Kljub nekaterim prostorskim dvoumnostim je to slikarjev najbolj temeljito izveden arhitekturni prostor in edini, v katerem je prikazan strop. Po mnenju López-Reya Velázquez v nobeni drugi kompoziciji ni tako dramatično usmeril pogleda na področja, ki so izven gledalčevega pogleda: tako platno, ki ga vidi, kot slika in prostor onkraj okvira, kjer stojita kralj in kraljica, si je mogoče le predstavljati. Golota temnega stropa, zadnji del Velázquezovega platna in stroga geometrija uokvirjenih slik nasprotujejo animiranemu, briljantno osvetljenemu in razkošno poslikanemu spremstvu v ospredju.

## Interpretacija
Izmuzljivost Las Meninas po mnenju Dawsona Carra »nakazuje, da sta umetnost in življenje iluzija«. [61] Razmerje med iluzijo in resničnostjo je bilo v španski kulturi v 17. stoletju osrednje vprašanje, predvsem v Don Kihotu, najbolj znanem delu španske baročne literature. V zvezi s tem je predstava Calderóna de la Barce Življenje je sen pogosto obravnavana kot literarni ekvivalent Velázquezove slike. 
Jon Manchip White ugotavlja, da je sliko mogoče videti kot povzetek celotnega življenja in Velázquezove kariere, pa tudi povzetek njegove umetnosti do te točke. Svoj edini potrjeni avtoportret je postavil v sobo v kraljevi palači, obkroženo s skupino kraljeve družine, dvorjanov in finih predmetov, ki predstavljajo njegovo življenje na dvoru. Umetnostna zgodovinarka Svetlana Alpers trdi, da je Velázquez z upodabljanjem umetnika na delu v družbi kraljev in plemstva zahteval visok status tako umetnika kot njegove umetnosti  in zlasti predlaga, da je slika bolj liberalna kot mehanska umetnost. Ta razlika je bila takrat sporna. Velázquezu bi bilo to pomembno, saj so pravila reda Santiaga izključevala tiste, katerih poklic je bil mehaničen. Kahr zatrjuje, da je bil to najboljši način, da je Velázquez dokazal, da »ni niti obrtnik niti umetnik, temveč dvorni uradnik«. Poleg tega je bil to način, da se izkaže, da ga kraljeva družina sprejema.
Michel Foucault je uvodno poglavje Red stvari (1966) posvetil analizi Las Meninas. Foucault sliko natančno opisuje, vendar v jeziku, ki ga »niti ne predpisujejo niti ne filtrirajo različna besedila umetnostnozgodovinskih preiskav«.  Foucault si je sliko ogledoval ne glede na temo, niti na umetnikovo biografijo, tehnične sposobnosti, vire in vplive, družbeni kontekst ali odnos s svojimi pokrovitelji. Namesto tega analizira njeno zavestno umetnost in izpostavi zapleteno mrežo vizualnih odnosov med slikarjem, subjektom-modelom in gledalcem:
»Zdaj je on (slikar) viden v trenutku miru, v nevtralnem središču svojega nihanja. Njegov temen trup in svetel obraz sta na pol poti med vidnim in nevidnim: izstopi s platna onkraj našega pogleda, se premakne v naš pogled; ko pa v trenutku naredi korak v desno in se odstrani iz našega pogleda, bo stal točno pred platnom, ki ga slika; vstopil bo v tisto regijo, kjer bo njegova slika, za trenutek zanemarjena, zanj spet postala vidna, brez sence in brez zadržkov. Kot da slikarja hkrati ni mogoče videti na sliki, kjer je zastopan, in videti tudi tisto, na čemer nekaj predstavlja.« 
Foucaultova analiza Las Meninas, čeprav na eni ravni prispeva k umetnostni zgodovini, bolj govori o epistemologiji, natančneje o »kognitivnem statusu sodobnih humanističnih ved«.

## Las Meninas kot vrhunec Velázquezovih tem
Številni vidiki Las Meninas se nanašajo na prejšnja Velázquezova dela, v katerih se poigrava s konvencijami predstavitev. V Veneri pred ogledalom - njegovemu edinemu ohranjenemu aktu - je obraz osebe v zrcalu viden, zamegljen nad realizmom. Kot zrcala je takšen, da »čeprav pogosto opisujejo, da se gleda, nas bolj zmedeno gleda«. V zgodnjem delu Kristus v hiši Marte in Marije iz leta 1618 so Kristusa in njegove spremljevalce videli le skozi odprtino v sobi zadaj, po navedbah National Gallery (London), ki jasno vedo, da je to namen, čeprav so pred obnovo mnogi umetnostni zgodovinarji to sceno obravnavali bodisi kot sliko, ki visi na steni v glavnem prizoru, bodisi kot odsev v ogledalu in razprava se je nadaljevala. Tudi obleka, ki se nosi v obeh prizorih, se razlikuje: glavni prizor je v sodobni obleki, medtem ko prizor s Kristusom uporablja konvencionalno ikonografsko biblijsko obleko. To je tudi značilnost  Los Borrachos iz leta 1629, kjer se sodobni kmetje družijo z bogom Bachom in njegovimi spremljevalci, ki so običajni neoblečeni. Tako kot pri nekaterih njegovih zgodnjih bodegones figure gledajo neposredno gledalca, kot da iščejo reakcijo.
V Las Hilanderas, verjetno naslikana leto po Las Meninas, sta prikazana dva različna prizora iz Ovida: eden v sodobni obleki v ospredju, drugi pa delno v starinski obleki, igrani pred tapiserijo na zadnji steni sobe za prvim. Po mnenju kritičarke Sire Dambe »so na tej sliki vidiki zastopanja in moči obravnavani na načine, ki so tesno povezani z njihovim ravnanjem v Las Meninas«. V seriji portretov iz poznih 1630-ih in 1640-ih - vsi so zdaj v Pradu - je Velázquez naslikal klovne in druge člane kraljevega gospodinjstva, ki so se predstavljali kot bogovi, junaki in filozofi; namen je zagotovo delno komičen, vsaj za tiste, ki vedo, vendar zelo dvoumno.
Velázquezovi portreti same kraljeve družine so bili dotlej enostavni, čeprav pogosto neprijetno neposredni in izrazito zapleteni. Po drugi strani pa so njegovi kraljevi portreti, zasnovani tako, da jih je mogoče videti po prostranih palačnih sobah, močneje kot njegova druga dela obdelani bravurozno, po kateri je znan: »Velázquezovo ravnanje z barvami je izjemno svobodno in ko se nekdo približuje Las Meninas se točka nenadoma raztopi v madeže in kapljice barve. Čopiči z dolgim ročajem, ki jih je uporabil, so mu omogočili, da se je postavil nazaj in presodil celotni učinek.«

## Vpliv
Leta 1692 je neapeljski slikar Luca Giordano postal eden redkih, ki si je lahko ogledoval slike v zasebnih prostorih Filipa IV., Las Meninas pa ga je močno navdušila. Giordano je delo opisal kot »teologijo slikarstva« in navdihnila ga je, da naslika Počastitev Velázqueza (Narodna galerija v Londonu). V začetku 18. stoletja je njegov opus postal mednarodno prepoznaven, kasneje v stoletju pa so se britanski zbiratelji odpravili v Španijo v iskanju nakupov. Ker je bila priljubljenost italijanske umetnosti takrat med britanskimi poznavalci na vrhuncu, so se osredotočili na slike, ki so kazale očiten italijanski vpliv, v glavnem pa so ignorirali druge, kot je Las Meninas.
Skoraj takojšen vpliv je razviden iz dveh Mazovih portretov oseb, upodobljenih v Las Meninas, ki na nek način obračata motiv te slike. Deset let pozneje, leta 1666, je Mazo naslikal infantinjo Margaret Terezo, ki je bila takrat stara 15 let in je ravno zapustila Madrid, da bi se poročila s svetim rimskim cesarjem. V ozadju so figure v dveh nadaljnjih odmikajočih se vratih, med katerimi je bil novi kralj Karel (brat Margarete Tereze), drugi pa pritlikavec Maribarbola. Mazov portret ovdovele kraljice Mariane skozi vrata v Alcázarju znova prikazuje mladega kralja s pritlikavci, morda tudi Maribarbolo in spremljevalci, ki mu nudijo pijačo. Mazova slika Družina umetnika prikazuje tudi sestavo, podobno kompoziciji Las Meninas.
Francisco Goya je leta 1778 natisnil Las Meninas  in pozneje uporabil Velázquezovo sliko kot vzor za svojo sliko Karel IV. Španski in njegova družina. Tako kot v Las Meninas tudi v Goyinem delu kraljeva družina očitno obišče umetnikov atelje. Na obeh slikah je umetnik prikazan na platnu, od katerega je viden le zadnji del. Goya pa atmosfersko in toplo perspektivo Las Meninas nadomesti s tistim, kar Pierre Gassier imenuje občutek »neizbežne zadušitve«. Goyina kraljeva družina je predstavljena na »odru, obrnjenem proti javnosti, medtem ko slikar v senci kril s turobnim nasmehom pokaže in reče: »Poglejte jih in presodite sami!« «
Britanski zbiratelj umetnin iz 19. stoletja William John Bankes je med špansko vojno za neodvisnost (1808–1814) odpotoval v Španijo in dobil kopijo Las Meninas, ki jo je naslikal Mazo , za katero je menil, da je originalna pripravljalna Velázquezova oljna skica - čeprav Velázquez običajno ni slikal študij. Bankes je nakup opisal kot »slavo moje zbirke« in opozoril, da je bil »dolgo v pogodbi zanjo in je moral plačati visoko ceno«. [82] Kopijo so v celotnem 19. stoletju občudovali v Veliki Britaniji in je zdaj v Kingston Lacyju. V zadnjem času se pojavljajo predlogi, da bi to lahko vseeno bila Velázquezova.
Novo priznanje za Velázquezove manj italijanske slike se je razvilo po letu 1819, ko je Ferdinand VII. odprl kraljevo zbirko za javnost. Leta 1879 je John Singer Sargent naslikal manjšo kopijo Las Meninas, leta 1882 pa se je poklonil sliki v svoji Hčere Edwarda Darleyja Boita, medtem ko je irski umetnik sir John Lavery izbral Velázquezovo mojstrovino kot osnovo za svoj portret Kraljeva družina v Buckinghamski palači, 1913. Jurij V. je med izvedbo slike obiskal Laveryjev atelje in se morda spomnil legende, da je Filip IV. na figuri Velázqueza narisal križ vitezov Santiaga, vprašal Laveryja, če bi lahko prispeval portretu z lastno roko. Po Laveryju: »Ker sem mislil, da je kraljevsko modra morda primerna barva, sem jo zmešal na paleti in jo je [Jurij V.] s pomočjo čopiča nanesel na trak podveze.«
Med avgustom in decembrom 1957 je Pablo Picasso naslikal vrsto 58 interpretacij Las Meninas in njegovih figur, ki trenutno zapolnjujejo sobo Las Meninas v Museu Picasso v Španiji. Picasso ni spreminjal likov znotraj serije, je pa v veliki meri ohranil naravnost scene; po mnenju muzeja njegova dela predstavljajo »izčrpno preučevanje oblike, ritma, barve in gibanja«. Izpis Richarda Hamiltona iz leta 1973, ki ga je imenoval Picassove Meninas, se opira na Velázqueza in Picassa. Fotograf Joel-Peter Witkin je s strani španskega ministrstva za kulturo naročil delo z naslovom Las Meninas v Novi Mehiki (1987), ki omenja Velázquezovo sliko in druga dela španskih umetnikov. 
Leta 2004 je video umetnica Eve Sussman posnela 89 sekund v Alcázarju, video visoke ločljivosti, ki ga je navdihnila Las Meninas. Delo je poustvarjanje trenutkov pred približno 89 sekundami in neposredno po njih, ko bi se kraljeva družina in njihovi dvorjani združili v natančni konfiguraciji Velázquezove slike. Sussmanova je zbrala skupino 35 članov, vključno z arhitektom, scenografom, koreografom, kostumografom, igralci, igralkami in filmsko ekipo.
Na razstavi v Museu Picasso leta 2008 z naslovom Pozabi na Velázqueza: Las Meninas so bila med drugimi dela, ki so se odzvala na Velázquezovo sliko, slikarjev: Fermín Aguayo, Avigdor Arikha, Claudio Bravo, Juan Carreño de Miranda, Michael Craig-Martin, Salvador Dalí, Juan Downey, Goya, Hamilton , Mazo, Vik Muniz, Jorge Oteiza, Picasso, Antonio Saura, Franz von Stuck, Sussman, Manolo Valdés in Witkin. Leta 2009 je Muzej Prado začel projekt, ki olajša dostop do Las Meninas v mega visoki ločljivosti prek interneta.
V letih 2010 in 2011 je Felix de la Concha ustvaril Las Meninas pod umetno svetlobo. Gre za natančno kopijo, izdelano v mestu Iowa, naslikano z oljem na 140 plošč, ki skupaj rekonstruirajo dejansko velikost slike 318 x 276 cm. Temu je bilo dodanih 30 cm na levi strani, ki odraža izgubo izvirnika zaradi požara v Alcazarju leta 1734. To daje novo branje kompoziciji. Njegovo delo s svojo razdrobljenostjo poudarja tudi umetnost razmnoževanja kot današnjega videza umetniških del. Las Meninas pod umetno svetlobo je na ogled od leta 2018 v hotelu NH v Zamori v Španiji.